# Discografia de Marina de Oliveira
A discografia de Marina de Oliveira compreende 15 álbuns de estúdio e dois ao vivo, seis coletâneas, e três DVDs e mais de 1 milhão de cópias vendidas como intérprete da música gospel no Brasil. Em sua carreira musical, recebeu algumas certificações da Associação Brasileira de Produtores de Disco (ABPD). Segue em baixo sua discografia e certificados. 

## Discografia
Álbuns de Estúdio
| Ano  | Álbum                                                                                      | Vendas      | Certificação |
| ---- | ------------------------------------------------------------------------------------------ | ----------- | ------------ |
| 1986 | Imenso Amor - Lançamento: Novembro de 1986 - Formatos: CD,LP e K7 - Gravadora: MK Music    | - : 120.000 |              |
| 1988 | Acredito no Amor - Lançamento: Julho de 1988 - Formatos: CD,LP e K7 - Gravadora: MK Music  | - : 80.000  |              |
| 1989 | Canções de Luz - Lançamento: Junho de 1989 - Formatos: CD,LP e K7 - Gravadora: MK Music    | - : 40.000  |              |
| 1991 | Uma Voz do Coração - Lançamento: Maio de 1991 - Formatos: CD,LP e K7 - Gravadora: MK Music | - : 70.000  |              |
| 1993 | Onda de Amor - Lançamento: Março de 1993 - Formatos: CD,LP e K7 - Gravadora: MK Music      | - : 80.000  |              |
| 1995 | Momentos Vol.1 - Lançamento: Dezembro de 1995 - Formatos: CD,LP e K7 - Gravadora: MK Music | - : 60.000  |              |
| 1995 | Momentos Vol.2 - Lançamento: Dezembro de 1995 - Formatos: CD,LP e K7 - Gravadora: MK Music | - : 60.000  |              |
| 1997 | Special Edition - Lançamento: 17 de Novembro de 1997 - Formatos: CD - Gravadora: MK Music  | - : 65.000  |              |
| 1999 | Coração Adorador - Lançamento: 12 de Abril de 1999 - Formatos: CD - Gravadora: MK Music    | - : 70.000  |              |
| 2000 | Aviva - Lançamento: 13 de Novembro de 2000 - Formatos: CD - Gravadora: MK Music            | - : 90.000  |              |
| 2002 | Um Novo Cântico - Lançamento: 28 de Maio de 2002 - Formatos: CD - Gravadora: MK Music      | - : 80.000  |              |
| 2003 | Remix 17 - Lançamento: 24 de Novembro de 2003 - Formatos: CD - Gravadora: MK Music         | - : 60.000  |              |
| 2008 | Eu Não Vou Parar - Lançamento: 8 de Dezembro de 2008 - Formatos: CD - Gravadora: MK Music  | - : 15.000  |              |
| 2010 | Na Extremidade - Lançamento: 16 de Junho de 2010 - Formatos: CD - Gravadora: MK Music      | - : 22.000  |              |

Ao Vivo
| Ano  | Álbum | Vendas      | Certificação |
| ---- | --- | ----------- | ------------ |
| 1994 | Ao Vivo - Lançamento: Janeiro de 1994 - Formatos: CD - Gravadora: MK Music                                                                    | - : 100.000 |              |
| 2006 | Meu Silêncio: Ministração Profética entre Amigos e Irmãos - Ao Vivo - Lançamento: 30 de Novembro de 2006 - Formatos: CD - Gravadora: MK Music | - : 20.000  |              |

Internacional
| Ano  | Álbum                                                                          | Vendas    | Certificação |
| ---- | ------------------------------------------------------------------------------ | --------- | ------------ |
| 2008 | Permíteme - Lançamento: 9 de Maio de 2008 - Formatos: CD - Gravadora: MK Music | - : 5.000 |              |